# Vacanță criminală
Vacanță criminală este un film american de comedie și mister din 2019, regizat de Kyle Newacheck și scris de James Vanderbilt. Cu Adam Sandler, Jennifer Aniston și Luke Evans în rolurile principale, povestea este cea a unui cuplu căsătorit care este prins într-o anchetă criminală pe iahtul unui miliardar. Filmul a fost lansat pe data de 14 iunie 2019 de Netflix.

## Sinopsis
Nick Spitz (Adam Sandler) este un polițist din New York, iar soția lui, Audrey (Jennifer Aniston) este coafeză. Audrey vrea să viziteze Europa, ceea ce Nick i-a promis la nuntă, dar crede că nu vor ajunge acolo niciodată. După cina pentru cea de-a 15-a aniversare, Audrey îl confruntă pe Nick, care minte că de fapt a rezervat deja călătoria, și astfel au pornit spre Europa. În avion, Audrey îl întâlnește pe miliardarul Charles Cavendish, care invită cuplul să i se alăture pe iahtul familiei pentru o petrecere pentru viitoarea nuntă a fostei lui logodnice cu unchiului în vârstă al lui Charles. După ce a văzut cât de aglomerat este autobuzul turistic planificat de el, Nick cade de acord. 
La bordul iahtului, Nick și Audrey se întâlnesc cu Suzi, fosta logodnică a lui Cavendish, vărul lui, Tobey, actrița Grace Ballard, Colonelul Ulenga, bodyguard-ul lui, Serghei, Maharaja Vikram din Mumbai, pilotul de curse Juan Carlos Rivera și gazda lor, Malcolm Quince, unchiul lui Cavendish. Quince anunță că noua lui soție, Suzi, va fi singura moștenitoare, afirmând că toți ceilalți se prefac interesați de el doar pentru bani. Înainte de a semna noul testament, luminile se sting pentru câteva secunde, timp în care Quince este înjunghiat cu propriul său pumnal.
Nick, care a mințit-o pe Audrey cum că este detectiv NYPD, cere încuierea camerei, iar oaspeților se întoarcă în camerele lor. Mai târziu în acea noapte, oaspeții îl găsesc pe Tobey, singurul fiu al lui Quince, mort din cauza unei aparente sinucideri. La sosirea în Monte Carlo, oaspeții sunt audați de către Inspectorul Laurent Delacroix, care crede că Nick și Audrey sunt vinovați de crime. 
La Monaco Grand Prix, Nick și Audrey audiază oaspeții. În acea noapte, Serghei îi cheamă în camera lui, unde dezvăluie că Quince s-a căsătorit cu logodnica Colonelului cât timp acesta se afla în comă, ceea ce a dus moartea ei și un copil care s-ar fi născut mort. Cuplul se ascunde atunci când cineva bate la ușă și îl găsesc pe Serghei ucis atunci când ies. Pentru a scăpa, sar pe fereastră și merg pe pervaze spre altă cameră. Pe drum, îl văd pe Colonel folosind ață dentară și pe Maharaja și Grace sărutându-se, ceea ce îi exclude ca criminali și responsabili de uciderea lui Serghei. În timp ce fug, ei văd la știri că Delacroix a emis un mandat pentru arestarea lor. Audrey este furioasă când află că Nick nu este de fapt detectiv și că a mințit despre rezervarea călătoriei în avans și pleacă alături de Cavendish. 
Nick o urmărește pe Suzi într-o bibliotecă, unde o găsește pe Audrey, care dezvăluie că și Cavendish se află în clădire. Ei realizează că Suzi și Cavendish sunt încă îndrăgostiți și, probabil, criminalii. Cei doi sunt nevoiți să fugă de un om înarmat mascat, se întâlnesc cu Rivera și se confruntă cu Suzi, care este ucisă de criminalul mascat. Nick și Audrey merg la conacul lui Quince pentru a-l confrunta pe Cavendish, dar îl găsesc mort prin otrăvire. 
Cuplul îi convoacă pe Delacroix și pe oaspeții rămași, Colonelul, Grace, Vikram și Rivera, care toți au alibiuri. Nick și Audrey deduc că Grace este criminala și că ea a fost ajutată de Tobey, pe care apoi l-a ucis. Grace recunoaște că de fapt ea este fiica lui Quince, copilul care „a murit”, și că banii îi aparțin cu adevărat ei, deși ea neagă că ar fi criminala. Cu toate acestea, se dovedește că este vina ei și este arestată. 
În timp ce sărbătoresc, Nick și Audrey află că Grace are alibi și că trebuie să mai fie un ucigaș. Ei își dau seama că Rivera este cel de-al doilea criminal, care l-a acuzat pe Quince pentru un accident în care tatăl său și-a pierdut ambele picioare. Rivera îl ia pe Delacroix ostatic și Nick și Audrey îl urmăresc cu mașina. Mașina lui Rivera are un accident și Delacroix este salvat. Rivera îi ține sub amenințarea armei, dar este ucis haotic de autobuzul turistic în care Nick și Audrey ar fi trebuit să se afle. 
Delacroix mulțumește cuplului și se oferă să îl ajute pe Nick să promovat ca detectiv în New York. Filmul se termină cu Nick și Audrey continuându-și vacanța la bordul legendarului Orient Express, curtoazie oferită de Interpol.

## Distribuție
- Adam Sandler ca Nick Spitz, polițist din New York City și soțul lui Audrey.
- Jennifer Aniston ca Audrey Spitz, coafeză și soția lui Nick.
- Luke Evans ca Charles Cavendish, aristocrat.
- Terence Stamp ca Malcolm Quince, bilionar în vârstă.
- Gemma Arterton ca Grace Ballard, actriță.
- David Walliams ca Tobias Quince
- Dany Boon ca Inspector Laurent Delacroix
- John Kani ca Colonel Ulenga
- Adeel Akhtar ca Maharajah Vikram Govindan
- Ólafur Darri Ólafsson ca Sergei Radjenko
- Luis Gerardo Méndez ca Juan Carlos Rivera
- Shiori Kutsuna ca Suzi Nakamura
- Erik Griffin ca Jimmy Stern
- Sufe Bradshaw ca Holly
- Jackie Sandler ca însoțitoare de zbor
- Allen Covert ca turist
- Molly McNearney ca Lorraine
- Nicole Randall Johnson ca Marisol
- Andrea Bendewald drept Client #2

## Producție
În iunie 2012, a fost raportat că Charlize Theron a semnat pentru rolul principal în Vacanță criminală, un mister-comedie care urma a fi regizat de John Madden, după un scenariu de James Vanderbilt. Înainte de anunț, proiectul a fost programat la Walt Disney Studios cu Kevin McDonald drept regizor. În aprilie 2013, a fost anunțat că s-au alăturat distribuției Colin Firth, Adam Sandler și Emily Blunt, deși reprezentanții lui Firth și Blunt au negat acest fapt. În septembrie 2013, a fost raportat că Theron și Madden au părăsit proiectul și că Anne Fletcher va regiza pentru TWC-Dimension. Theron a primit în cele din urmă credit ca producător executiv pe film.
În martie 2018, a fost anunțat că Sandler și Jennifer Aniston au semnat pentru rolurile principale, jucând astfel din nou împreună într-un film după Nevastă de împrumut din 2011. Kyle Newacheck a regizat, tot cu scenariul lui Vanderbilt, iar filmul a avut premiera pe Netflix, ca parte a acordului de distribuție al lui Sandler. În iunie 2018, a fost anunțat că Luke Evans, Gemma Arterton, David Walliams, Erik Griffin, John Kani, Shioli Kutsuna, Luis Gerardo Mendez, Adeel Akhtar, Ólafur Darri Ólafsson, Dany Boon și Terence Stamp s-au alăturat distribuției.
Filmările principale au început pe data de 14 iunie 2018 în Montreal. La sfârșitul lunii iulie 2018, filmările au început în Italia în locuri precum Santa Margherita Ligure, Lacul Como și Milano (unde au fost filmate cele mai multe dintre scenele care au loc în Monaco).

## Lansare
Trailerul a fost lansat pe 26 aprilie 2019. Filmul a fost digital lansat în întreaga lume pe data de 14 iunie 2019.
Pe 18 iunie 2019, Netflix a anunțat că filmul a fost vizionat în 30,9 milioane de gospodării în primele 72 de ore, cea mai mare valoare pentru week-endul de deschidere pentru un film din istoria companiei. În iulie 2019, Netflix a raportat că filmul a fost vizualizat de 73 de milioane de gospodării în primele patru săptămâni de la lansare, făcându-l cel mai de succes film al lui Sandler de pe platforma de streaming.